# Preen (Adelsgeschlecht)

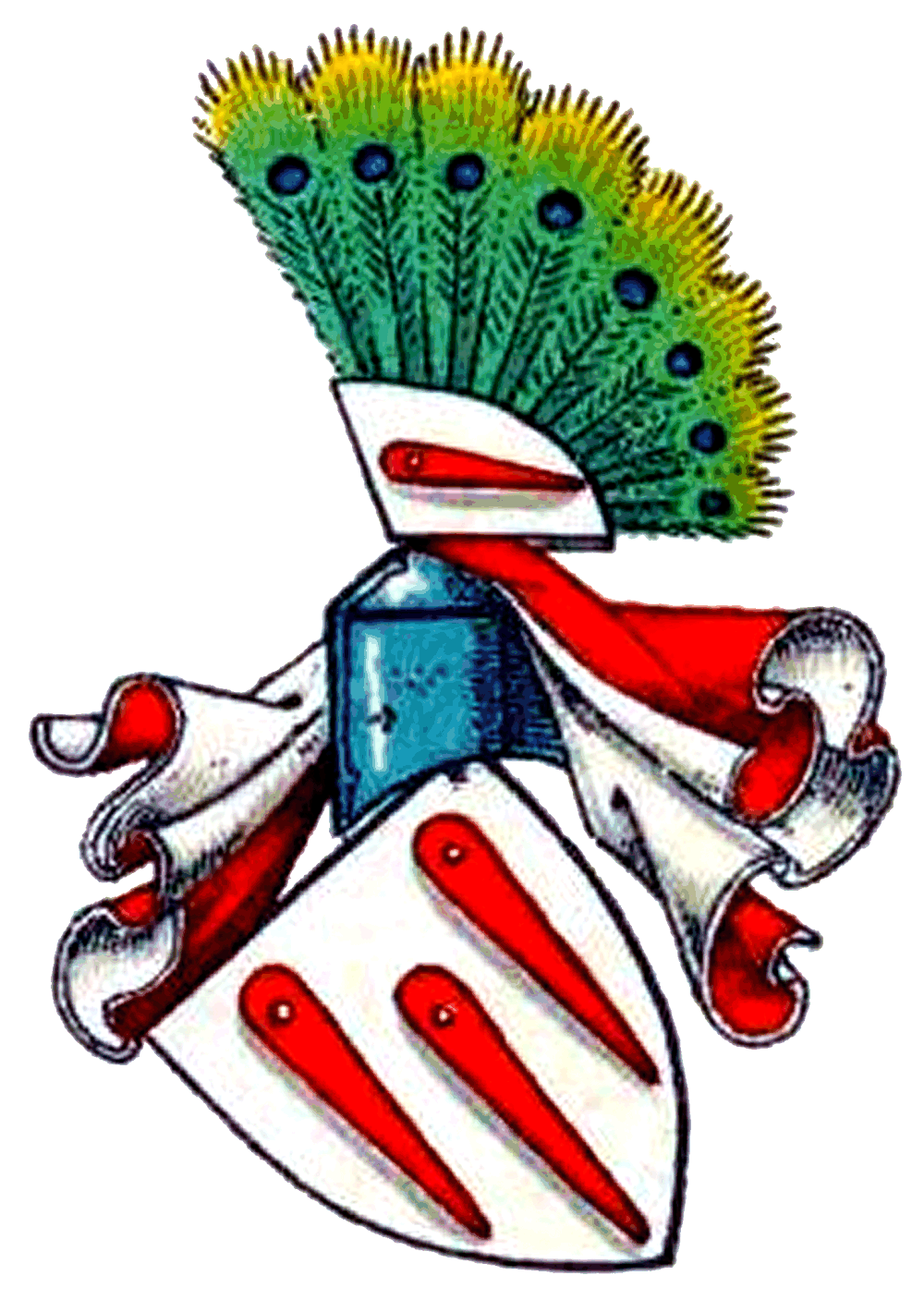
Wappen derer von Preen (nach dem Siegel des Knappen Johann Preen von 1339)

Preen, auch Prehn ist der Name einer alten mecklenburgischen Adelsfamilie. Das Geschlecht breitete sich nach Rügen aus, blühte lange Zeit in Pommern und verbreitete sich auch nach Dänemark, der Prignitz, in den Danziger Raum und nach Nassau. Laut einstimmigem Beschluss des Deutschen Adelsrechtsausschusses IV, 135/3 Ara vom 24. September 2005 sind die Preen (Baden) eines Stammes mit den Preen Mecklenburg.

## Geschichte
Mit miles Henricus Preen im Jahre 1237 bzw. „Thehardus qui et Hinricus Pren appellatus est“ wurden die Preen im Jahre 1242 erstmals in Mecklenburg urkundlich genannt. 1248 traten des erstgenannten Brüder Gotfcalcus, Conradus und Bertoldus urkundlich in Erscheinung. Die Wüstung und ehemalige Burganlage Preensberg verweist heute noch auf die Siedlungsaktivitäten der Familie in dieser Zeit.
Schon im 13. Jahrhundert begaben sich einzelne Glieder des Geschlechts mit dem Orden nach Livland. Bereits Henricus Preen zeugte 1241 für Nikolaus von Nauen den Erzbischof von Riga. 1341 war der Ritter Conrad de Pren königlich dänischer Hauptmann in Reval. Christoph de Prene erhielt 1501 von Landmeister Wolter von Plettenberg Güter bei Rujen. 1599 wurde Franz de Preen in Livland als altadlig anerkannt.
Im 17. Jahrhundert gelangte das Geschlecht erneut in dänische Militärdienste. Adam Ehrenreich von Preen († 1702) war zuletzt königlich dänischer Oberst und Brigadier, sowie Chef des 5. Jütischen Reiterregiments. Magnus Ernst von Preen († 1730/1731) wurde 1719 als Generalmajor verabschiedet. Dieser Zweig ist jedoch im 18. Jahrhundert bereits wieder erloschen. 1680 wurde Mutterstranz, Nassenhuben und Pawlow bei Danzig, 1681 Frehne in der Prignitz erworben.
Die Preen im Großherzogtum Baden als auch jene im Herzogtum Nassau traten als Freiherrn auf. Mindestens Letztere taten dies unbeanstandet.

### Mecklenburg
Die durchgängige Stammreihe des Geschlechts beginnt um 1450 mit Lorentz von Preen. Die Familie war hier vor allem um Ribnitz begütert. Bereits 1313 besaßen die Preen Steinfeld, 1320 Gnemern, 1368 Bandelstorf und 1372 Wehnsdorf, das bis 1803 durchgängig bei der Familie blieb. Johann von Preen war als Johann III. 1454–1461 Bischof von Ratzeburg. 1523 waren die Preen Mitunterzeichner der Union der Landstände.
Vollrath von Preen begleitete 1530 als dessen Minister Herzog Heinrich V. von Mecklenburg-Schwerin auf den Augsburger Reichstag. Otto von Preen (1579–1634) gelangte als Geheimer Rat Herzogs Johann Albrecht von Mecklenburg-Güstrow zu einigem Ansehen. Von seinen Söhnen wurde Adolph Friedrich von Preen (1623–1669), Doktor der Theologie, war zunächst Schlossprediger in Güstrow, dann von 1658 bis zu seinem Tod Superintendent des Kirchenkreises Stargard in Neubrandenburg, Hans Albrecht von Preen war Kammerpräsident von Herzog Gustav Adolf von Mecklenburg-Güstrow. 1617 gab es zwischen Johann von Preen auf Nutteln im Amt Crivitz und Georg von Preen auf Golchen im Amt Mecklenburg tätlichen Streit um widerrechtlich angeeignete Pferde, in der Kirche zu Mödenitz ging es um „den Kirchenfrevels durch gewalttätige Öffnung des Armenblocks“ und weiter um „Holzfrevel durch Abschlagen von Weiden“ außerhalb der Grenzen des Gutes Mödenitz vor dem Reichskammergericht.
Die Preen waren noch im 19. Jahrhundert in Mecklenburg auf Bandelstorf, Godow, Rensow, Teschendorf und Wehnsdorf begütert.

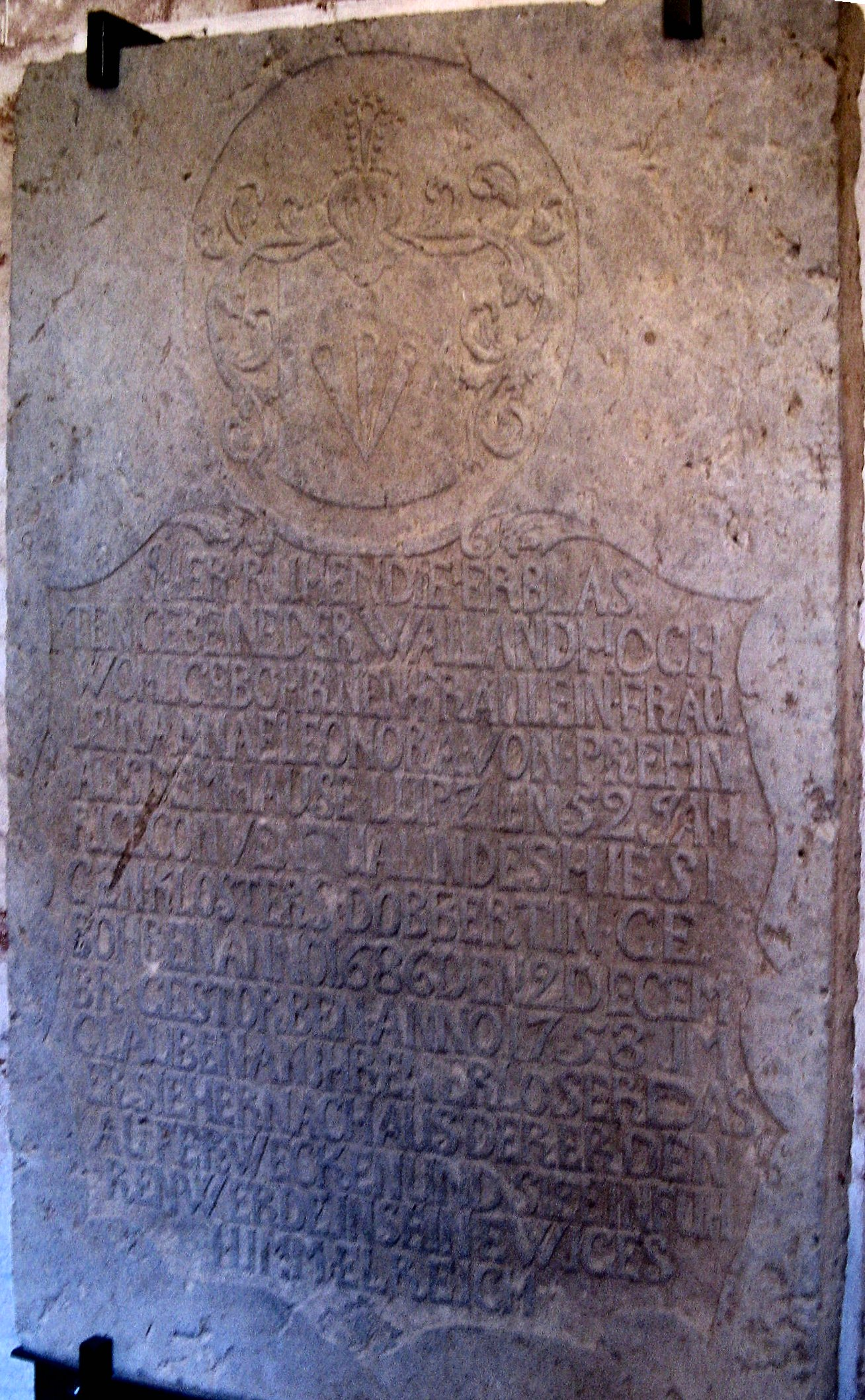
Grabplatte für Konventualin Anna Eleonora von Prehn im Kreuzgang des Klosters Dobbertin

Im Einschreibebuch des Klosters Dobbertin befinden sich 17 Eintragungen von Töchtern der Familien von Preen von 1700 bis 1867 aus Groß Plasten, Dummerstorf, Tessin, Greven und Schwerin zur Aufnahme in das adelige Damenstift im Kloster Dobbertin. Das Bildwappen der vor 1700 unter Nr. 8 eingetragenen Anna Eleonora von Preen befindet sich an der nördlichen Gebetsloge auf der Nonnenempore in der Klosterkirche. Weitere Familienwappen mit anhängendem Ordensstern und als Allianzwappen hingen auf der Nonnenempore. Sie sind derzeit eingelagert.
Der spätere Generalleutnant Friedrich Christian Theodor von Preen (1787–1856), Erbherr auf Dummerstorf bei Ribnitz wurde 1837 als Nachfolger des nassauischen Präsidenten des Kriegskollegiums und Generalkommandant der Truppen August von Kruse benannt.

### Pommern
Bereits in der zweiten Generation trat Ritter Godfcalcus dictus Preene im Jahre 1286 als Zeuge in Rügen auf. 1299 gehörten die Preen fest zur rügischen Ritterschaft. Noch 1484 wurde Ernst Preen als Erbherr auf Pantelitz genannt. Wenig später scheint diese Linie jedoch erloschen zu sein.
Durch Heirat der Erbtochter des Bernd d.J. von Moltzan († 1520) wurde Vollrath Preen an Schorssow sowie anteilig an Wolde besitzlich. Von 1552 bis 1588 gab es um das Gut Wolde Streit zwischen Mitgliedern der Adelsfamilien von Preen, von Bülow und von Maltzan vor mecklenburgischen Gerichten und dem Reichskammergericht. Herzog Philip Julius erneute dieses Lehen im Jahre 1601 für Claus Preen, das 1632 mit herzoglicher Bewilligung, durch Zukauf von Hermann Behr noch vergrößert wurde. 1639 wurde der Besitz an Wolde veräußert.

### Baden
Die Stammreihe der Preen in Baden beginnt mit Henrich Prien auch Prin (* um 1603), Bürger und Bauer in Hamburg, dessen Urenkel das Adelsprädikat führte, das für den späteren großherzoglich badischen Oberstleutnant der Kavallerie-Garde Friedrich von Preen (1785–1832), Sohn eines Obristen in holländischen Diensten und Kommandant des Kapregiment, als er sich 1806 in badische Militärdienste begab, nicht beanstandet wurde.
August Claus von Preen aus Dummerstorf in Mecklenburg war in 1800 Kammerherr in Baden. Otto von Preen begab sich 1833 in k. u. k. Dienste und Friedrich von Preen (1823–1894) war 1877 Kammerherr und Stadtdirektor in Karlsruhe. Von 1903 bis 1907 war Wolfgang von Preen Landrat im Landkreis Müllheim.
Im Landesarkivet København befindet sich die Personalhistorik Tidsskrift von Fjerde Räkke, 2 Band von 1899. Darin ist die Genealogie der Familie Kielman v. Kielmansegg aufgezeichnet. Als Zusatz dieser Genealogie erscheint eine Kurzgenealogie der s.g. badischen Linie der Familie v. Preen: Darin ist über Adam Ehrenreich (1638–1702) berichtet, ein ranghoher Offizier in dänischen Diensten. Dieser hatte in erster Ehe einen Sohn Hinrich (dänisch Hendrik) (1667–1717) geboren in Hamburg, und eine Tochter Ilsabe Sophie, seit 1692 verheiratet mit Christian Albrecht von Kielmannsegg. Henrik wiederum hatte einen Sohn namens Henning Joachim (1695–1765), Gouverneur am Kap der guten Hoffnung. Zu dem im Beitrag genannten Hinrich Prien Bürger und Brauer in Hamburg sind keinerlei Filiationen nachzuweisen!

## Wappen
Der Schild zeigt in Silber drei fächerartig gestellte, rote Pfriemen. Auf dem rot-silbern bewulsteten Helm mit rot-silbernen Decken ein von einem Kranze von dreizehn roten Kugeln umgebener, roter Pfriemen.
Eine Variante hat die drei Pfriemen parallel zueinander. Sie ist vermutlich die ältere und findet sich schon im Wappen des Bischofs Johann von Preen und am gotischen Sakramentsschrank der Dorfkirche Petschow.

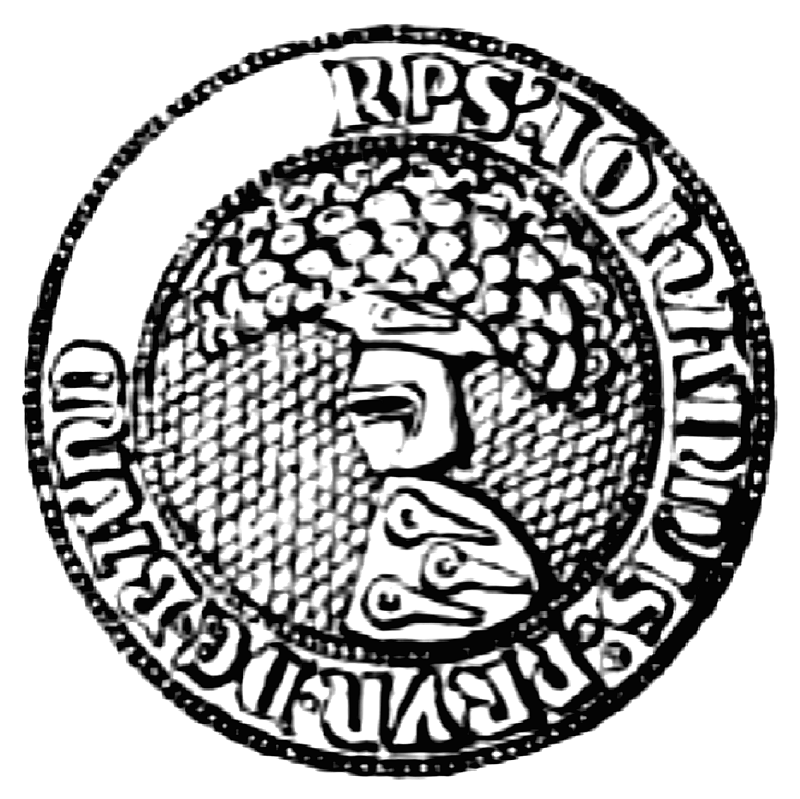
Siegel des Johann Preen von 1339
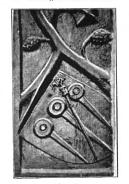
Wappen des Bischofs Johann von Preen am Chorgestühl der Kirche von Gadebusch (1458)
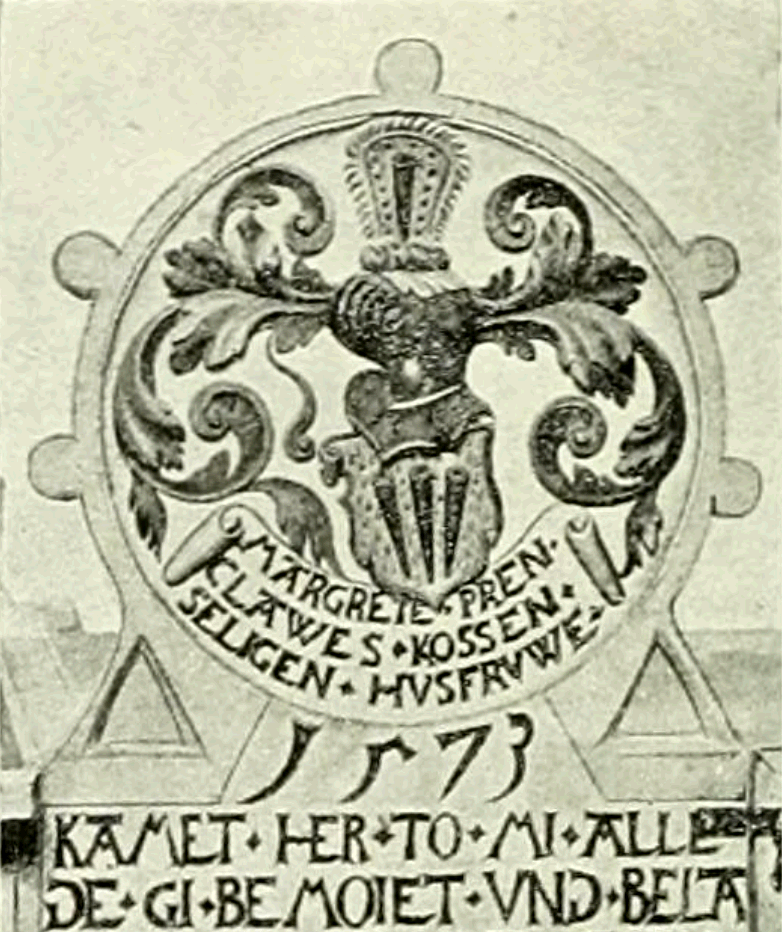
Wappen der Preen in der Kirche von Cammin (bei Rostock)
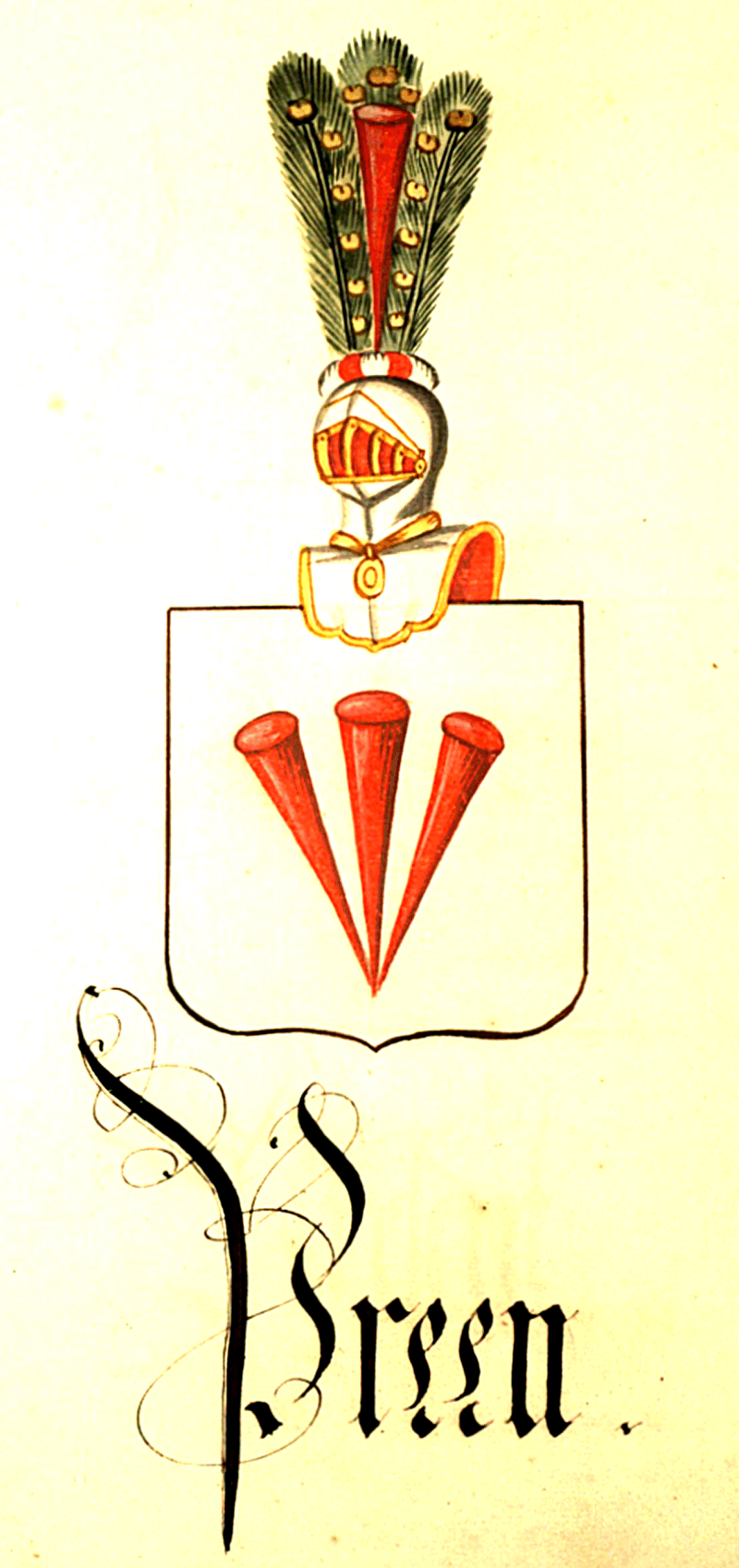
„Wappen Schleswig-Holsteinischer, Dänischer und anderer adeliger Familien“

## Persönlichkeiten
- Marquard von Preen, Vitalienbruder, Weggefährte von Klaus Störtebeker, Herr auf Schloss Gottesgabe
- Ludgard von Preen, 1402–1403 Priorin des Klosters Dobbertin
- Johann von Preen († 1461), 1454–1461 Bischof von Ratzeburg
- Otto von Preen (1579–1634), deutscher Jurist und Hofbeamter
- Adolf Friedrich von Preen (1623–1669), deutscher evangelisch-lutherischer Theologe, Superintendent des Landes Stargard und mecklenburgischer Kirchenrat
- Joachim Carl von Prehn (1674–1709), königlich dänischer Oberst
- Magnus Ernst von Preen († 1730/1731), königlich dänischer Generalmajor
- August Claus von Preen (1778–1821), herzoglich mecklenburg-schwerinscher Kammerherr, 1814 Leiter des Baus des Rostocker Blücherdenkmals
- Friedrich Christian Theodor von Preen (1787–1856), herzoglich nassauischer Generalleutnant
- Friedrich von Preen (1823–1894), deutscher Jurist und badischer Beamter
- Hugo von Preen (1854–1941), österreichischer Maler, Archäologe und Heimatforscher
- Wolfgang von Preen (1863–1908), badischer Oberamtmann
- Alexander von Preen (* 1965), Vorstand der Intersport Deutschland eG